# Afromecopoda preussiana
Afromecopoda preussiana är en insektsart som först beskrevs av Karsch 1891.  Afromecopoda preussiana ingår i släktet Afromecopoda och familjen vårtbitare. Inga underarter finns listade i Catalogue of Life.